# Chruściki Białorusi
Chruściki Białorusi – Białoruś należy do najsłabiej poznanych obszarów Europy pod względem fauny chruścików. Pierwsze istotniejsze dane zawdzięczamy pracom polskiej zoolog Marii Racięckiej z Wilna, z początków XX wieku, których część materiałów odnoszących się do Wileńszczyzny dotyczy terenów współczesnej Białorusi. Poważniejsze badania rozpoczęły się dopiero pod koniec XX wieku, w wyniku współpracy Katedry Ekologii i Ochrony Środowiska (najpierw w ramach WSP, potem UWM) z Instytutem Zoologii Akademii Nauk Białorusi. Do tej pory udokumentowano występowanie 105 gatunków chruścików. Stosunkowo mała liczba gatunków w porównaniu do Polski (zobacz chruściki Polski) czy Ukrainy (zobacz chruściki Ukrainy), wynika z nizinnego charakteru kraju i braku gatunków górskich.

## Rhyacophilidae
- Rhyacophila fasciata
- Rhyacophila nubila

## Hydroptilidae
- Ptilocoleptus granulatus (Pict.)
- Agraylea multipunctata
- Agraylea sexmaculata
- Hydroptila cornuta Mos
- Hydroptila occulta (Eat.)
- Hydroptila simulans Mos.
- Hydroptila sparsa Curt.
- Hydroptila tineoides Dal
- Orthotrichia costalis (Curt.)
- Ithytrichia lammelaris Eat.
- Oxyethira flavicornis (Pict.)
- Oxyethira frici
- Oxyethira tristella Klap.

## Ecnomidae
- Ecnomus tenellus

## Polycentropodidae
- Cyrnus crenaticornis
- Cyrnus flavidus
- Cyrnus trimaculatus
- Holocentropus stagnalis (Alb.)
- Polycentropus flavomaculatus (Pict.)
- Neureclipsis bimaculata (L.)
- Plectrocnemia conspersa (Curt.)
- Psychomyia pusilla (Fab.)

## Hydropsychidae
- Hydropsyche angustipennis
- Hydropsyche contubernalis
- Hydropsyche pellucidula

## Phryganeidae
- Trichostegia minor Curt.
- Agrypnia obsoleta (Hag.)
- Agrypnia pagetana Curt.
- Agrypnia varia Fabr.
- Oligostomis reticulata (L.)
- Hagenella clathrata (Kol.)
- Semblis atrata Gmelin [??]
- Semblis phalenoides L.
- Oligotricha striata (L.)
- Phryganea bipunctata Retz.
- Phryganea grandis L.

## Brachycentridae
Brachycentrus subnubilus Curt.

## Goeridae
- Goera pilosa
- Silo graellsii
- Silo pallipes

## Lepidostomatidae
- Lasiocephala basalis Kol.
- Lepidostoma hirtum (Fab.)
- Crunoecia irrorata (Curt.)

## Limnephilidae
- Ironoquia dubia
- Apatania hispida
- Drusus annulatus
- Phacopteryx brevipennis
- Anabolia laevis
- Grammotaulius nigropunctatus
- Grammotaulius nitidus
- Glyphotaelius pellucidus
- Nemotaulius punctatolineatus
- Rhadicoleptus alpestris
- Limnephilus auricula
- Limnephilus bipunctatus
- Limnephilus borealis
- Limnephilus centralis
- Limnephilus decipiens
- Limnephilus dispar
- Limnephilus elegans
- Limnephilus extricatus
- Limnephilus flavicornis
- Limnephilus fuscicornis
- Limnephilus fuscinervis
- Limnephilus griseus
- Limnephilus hirsutus
- Limnephilus ignavus
- Limnephilus incisus
- Limnephilus lunatus
- Limnephilus nigriceps
- Limnephilus politus
- Limnephilus rhombicus
- Limnephilus sericeus
- Limnephilus sparsus
- Limnephilus stigma
- Limnephilus subcentralis
- Limnephilus vittatus
- Chaetopteryx fusca
- Chaetopteryx villosa
- Potamophylax cingulatus
- Potamophylax latipennis
- Potamophylax nigricornis
- Potamophylax rotundipennis
- Halesus digitatus
- Halesus radiatus
- Halesus tesselatus
- Parachiona picicornis

## Sericostomatidae
- Sericostoma personatum (Spen.)
- Notidobia ciliaris (L.)

## Molannidae
- Molanna albicans (Zett.)
- Molanna angustata Curt.
- Molanna submarginalis McL.
- Molannodes tincta Zett.

## Beraeidae
- Beraea pullata (Curt.)
- Beraeodes minutus (L.)
- Ernodes articularis (Pict.)

## Leptoceridae
- Triaenodes bicolor (Curt.)
- Triaenodes conspersa Curt.
- Mystacides azurea (L.)
- Mystacides longicornis (L.)
- Mystacides nigra (L.)
- Athripsodes aterrimus (Steph.)
- Athripsodes cinereus (Curt.)
- Athripsodes commutatus (Rost.)
- Ceraclea aurea (Pict.)
- Ceraclea disimilis (Steph.)
- Ceraclea fulva
- Ceraclea nigronervosa (Retz.)
- Leptocerus interruptus (Fab.)
- Leptocerus tineiformis Curt.
- Oecetis furva Ramb.
- Oecetis lacustris Pict.
- Oecetis ochracea
- Oecetis testacea (Curt.)